# Heinrich Henkel (Musiker)
Martin Georg Heinrich Henkel (* 16. Februar 1822 in Fulda; † 10. April 1899 in Frankfurt am Main) war ein deutscher Musiklehrer, Pianist und Komponist.

## Leben
Heinrich Henkel wurde als Sohn des Fuldaer Kantors und Komponisten Michael Henkel geboren. Er wurde zunächst von seinem Vater unterrichtet, später erhielt er Klavierunterricht bei Aloys Schmitt und Ferdinand Keßler. In Musiktheorie wurde er von Johann Anton André ausgebildet, in dessen Verlagsarchiv er auch die Handschriften Wolfgang Amadeus Mozarts katalogisierte, was als wichtige Vorarbeit für das Köchelverzeichnis gilt. In Leipzig studierte Henkel 1846/47 bei Julius Knorr und Ignaz Moscheles.
In Frankfurt am Main gründete er 1860 gemeinsam mit Johann Christian Hauff und anderen eine Musikschule, die Vorgängerin der heutigen städtischen Musikschule. 1883 wurde er zum Königlich-Preußischen Musikdirektor ernannt, 1890 zum Ehrendoktor der Universität Marburg.